# 工藤圭章
工藤 圭章（くどう よしあき、1929年1月18日 - 2008年4月4日）は、日本の建築史学者。

## 経歴
青森県南津軽郡大鰐町大鰐で大鰐温泉の湯元の家系に生まれた。弘前高等学校、海軍兵学校76期を経て、日本の降伏後弘前高等学校に戻り、1954年横浜国立大学工学部建築学科卒、1956年東京大学大学院数物系研究科修士課程修了、奈良国立文化財研究所建造物研究室臨時筆生。59年同庁務員。62年文部技官任官。64年奈良国立文化財研究所平城宮発掘調査部第二調査室長。65年「ナラの街区変遷過程の研究」で工学博士の学位を取得。67年文化財保護委員会事務局建造物課文化財調査官。1968年文化庁文化庁文化財保護部建造物課文化財調査官。1975年奈良国立文化財研究所飛鳥宮跡発掘調査部長。1980年文化庁文化財保護部建造物課主任文化財調査官、85年文化財保護部建造物課長、87年文化財保護部文化財鑑査官、1989年定年退官、沼津工業高等専門学校校長。1994年沼津市特別表彰受賞。1996年別府大学客員教授、佐賀県吉野ヶ里遺跡復原整備委員会委員長。1997年別府大学文学部文化財学科教授、大学設置・学校法人審議会専門委員。2001年文化財建造物保存技術協会理事、修復の手帖刊行委員会委員長。1999年勲三等瑞宝章受章。

## 著書
- 『藤原宮』中央公論美術出版 1967
- 『海住山寺』中央公論美術出版 1968

### 共編著
- 『原色日本の美術 6 阿弥陀堂と藤原彫刻』西川新次共著 小学館 1969
- 『日本の美術 11 平等院と藤原彫刻』西川新次共著 小学館 ブック・オブ・ブックス 1972
- 『奈良の寺 18 金堂と講堂 唐招提寺』撮影:渡辺義雄,薗部澄 岩波書店 1974
- 『日本美術全集 第3巻 飛鳥・白鳳の美術 高松塚と藤原京』上原和共編集 学習研究社 1980
- 『日本の民家 第3巻 農家 3 近畿』編集 学習研究社 1981
- 『古寺建築入門』渡辺義雄写真 岩波グラフィックス 1984
- 『不滅の建築』全12巻 鈴木嘉吉共責任編集 毎日新聞社 1988‐89
- 『日本名建築写真選集 第1巻 室生寺』土門拳撮影 山折哲雄共著 新潮社 1992

## 論文
- 工藤圭章